# Polybetes germaini
Polybetes germaini är en spindelart som beskrevs av Simon 1897. Polybetes germaini ingår i släktet Polybetes och familjen jättekrabbspindlar. Inga underarter finns listade i Catalogue of Life.